# League of Ireland 2009
Die League of Ireland 2009 war die 89. Spielzeit der höchsten irischen Fußballliga. Sie begann am 6. März 2009 und endete am 6. November 2009.
Titelverteidiger Bohemians Dublin gewann zum elften Mal die Meisterschaft. Mit Cork City und Derry City mussten zwei Teams in die First Division zwangsabsteigen.

## Modus
Die zehn Mannschaften spielten jeweils viermal gegeneinander. Jedes Team absolvierte dabei 36 Saisonspiele. Die beiden Tabellenletzten trugen Relegationsspiele aus. Sowohl der Sieger, als auch der Verlierer konnten nach den Zwangsabstiegen von Cork City und Derry City die Liga halten.

## Vereine
| Verein                | Wappen                | Stadt    | Stadion            | Kapazität |
| --------------------- | --------------------- | -------- | ------------------ | --------- |
| Bohemians Dublin      | Bohemians Dublin      | Dublin   | Dalymount Park     | 7.955     |
| Bray Wanderers        | Bray Wanderers        | Bray     | Carlisle Grounds   | 3.250     |
| Cork City             | Cork City             | Cork     | Turners Cross      | 8.985     |
| Derry City            | Derry City            | Derry    | Brandywell Stadium | 7.700     |
| Drogheda United       | Drogheda United       | Drogheda | Hunky Dorys Park   | 2.000     |
| Dundalk FC            | Dundalk FC            | Dundalk  | Oriel Park         | 6.000     |
| Galway United         | Galway United         | Galway   | Terryland Park     | 5.000     |
| Shamrock Rovers       | Shamrock Rovers       | Dublin   | Tallaght Stadium   | 5.947     |
| Sligo Rovers          | Sligo Rovers          | Sligo    | The Showgrounds    | 5.500     |
| St Patrick’s Athletic | St Patrick’s Athletic | Dublin   | Richmond Park      | 5.340     |

## Abschlusstabelle
| Pl. | Verein                  | Sp. | S  | U  | N  | Tore    | Diff. | Punkte |
| --- | ----------------------- | --- | -- | -- | -- | ------- | ----- | ------ |
| 1.  | Bohemians Dublin (M, P) | 36  | 24 | 5  | 7  | 062:210 | +41   | 77     |
| 2.  | Shamrock Rovers         | 36  | 21 | 10 | 5  | 051:270 | +24   | 73     |
| 3.  | Cork City 1             | 36  | 17 | 9  | 10 | 042:280 | +14   | 60     |
| 4.  | Derry City 2            | 36  | 18 | 5  | 13 | 049:310 | +18   | 59     |
| 5.  | Dundalk FC (N) 3        | 36  | 12 | 8  | 16 | 046:510 | −5    | 44     |
| 6.  | Sligo Rovers            | 36  | 11 | 10 | 15 | 041:510 | −10   | 43     |
| 7.  | St Patrick’s Athletic   | 36  | 13 | 4  | 19 | 029:460 | −17   | 43     |
| 8.  | Galway United           | 36  | 12 | 6  | 18 | 036:570 | −21   | 42     |
| 9.  | Drogheda United         | 36  | 7  | 11 | 18 | 032:500 | −18   | 32     |
| 10. | Bray Wanderers 4        | 36  | 6  | 10 | 20 | 030:560 | −26   | 28     |

Platzierungskriterien: 1. Punkte – 2. Tordifferenz – 3. geschossene Tore

| (M) | Amtierender irischer Meister         |
| (P) | Amtierender irischer Pokalsieger     |
| (N) | Neuaufsteiger aus der First Division |

## Kreuztabelle
| Hinrunde (Runden 1–18) | Hinrunde (Runden 1–18) | Hinrunde (Runden 1–18) | Hinrunde (Runden 1–18) | Hinrunde (Runden 1–18) | Hinrunde (Runden 1–18) | Hinrunde (Runden 1–18) | Hinrunde (Runden 1–18) | Hinrunde (Runden 1–18) | Hinrunde (Runden 1–18) | 2009                  | Rückrunde (Runden 19–36) | Rückrunde (Runden 19–36) | Rückrunde (Runden 19–36) | Rückrunde (Runden 19–36) | Rückrunde (Runden 19–36) | Rückrunde (Runden 19–36) | Rückrunde (Runden 19–36) | Rückrunde (Runden 19–36) | Rückrunde (Runden 19–36) | Rückrunde (Runden 19–36) |
| ---------------------- | ---------------------- | ---------------------- | ---------------------- | ---------------------- | ---------------------- | ---------------------- | ---------------------- | ---------------------- | ---------------------- | --------------------- | ------------------------ | ------------------------ | ------------------------ | ------------------------ | ------------------------ | ------------------------ | ------------------------ | ------------------------ | ------------------------ | ------------------------ |
| Bohemians Dublin       | Shamrock Rovers        | Cork City              | Derry City             | Dundalk FC             | Sligo Rovers           | St Patrick’s Athletic  | Galway United          | Drogheda United        | Bray Wanderers         | Verein                | Bohemians Dublin         | Shamrock Rovers          | Cork City                | Derry City               | Dundalk FC               | Sligo Rovers             | St Patrick’s Athletic    | Galway United            | Drogheda United          | Bray Wanderers           |
|                        | 2:0                    | 0:1                    | 1:1                    | 5:0                    | 2:0                    | 3:0                    | 2:0                    | 1:0                    | 2:0                    | Bohemians Dublin      |                          | 0:0                      | 1:0                      | 1:0                      | 3:2                      | 3:1                      | 3:1                      | 5:0                      | 4:0                      | 1:2                      |
| 2:1                    |                        | 1:1                    | 1:2                    | 3:1                    | 2:1                    | 2:0                    | 1:0                    | 1:1                    | 0:1                    | Shamrock Rovers       | 1:0                      |                          | 1:2                      | 2:1                      | 2:2                      | 3:1                      | 1:0                      | 1:1                      | 2:0                      | 3:1                      |
| 0:1                    | 0:0                    |                        | 1:0                    | 1:2                    | 1:0                    | 0:1                    | 1:0                    | 1:0                    | 2:1                    | Cork City             | 0:2                      | 0:0                      |                          | 2:0                      | 2:1                      | 0:0                      | 0:1                      | 4:2                      | 0:0                      | 1:0                      |
| 3:2                    | 0:0                    | 2:1                    |                        | 0:1                    | 1:2                    | 1:0                    | 1:1                    | 1:0                    | 2:0                    | Derry City            | 0:1                      | 0:1                      | 1:1                      |                          | 3:0                      | 1:2                      | 1:0                      | 1:3                      | 0:1                      | 3:0                      |
| 0:1                    | 0:1                    | 1:2                    | 1:0                    |                        | 0:2                    | 0:1                    | 1:0                    | 3:0                    | 3:0                    | Dundalk FC            | 0:2                      | 2:4                      | 1:0                      | 1:2                      |                          | 2:2                      | 0:0                      | 3:0                      | 4:2                      | 0:0                      |
| 0:0                    | 0:3                    | 1:1                    | 0:1                    | 1:3                    |                        | 0:1                    | 2:0                    | 2:2                    | 2:1                    | Sligo Rovers          | 1:0                      | 1:2                      | 0:3                      | 0:4                      | 3:4                      |                          | 2:0                      | 2:0                      | 3:1                      | 1:0                      |
| 3:1                    | 1:2                    | 0:3                    | 0:3                    | 2:0                    | 2:2                    |                        | 0:3                    | 2:1                    | 1:1                    | St Patrick’s Athletic | 0:2                      | 1:0                      | 1:1                      | 0:2                      | 1:0                      | 0:2                      |                          | 1:2                      | 1:0                      | 2:0                      |
| 0:2                    | 1:3                    | 0:2                    | 0:3                    | 1:0                    | 0:0                    | 2:1                    |                        | 1:1                    | 3:0                    | Galway United         | 0:2                      | 0:1                      | 2:2                      | 3:1                      | 0:3                      | 1:0                      | 2:1                      |                          | 0:2                      | 3:1                      |
| 0:1                    | 2:2                    | 2:1                    | 0:3                    | 1:1                    | 0:0                    | 1:0                    | 0:1                    |                        | 0:0                    | Drogheda United       | 1:1                      | 0:1                      | 0:1                      | 1:3                      | 2:2                      | 2:2                      | 1:2                      | 4:0                      |                          | 1:2                      |
| 1:3                    | 0:0                    | 0:2                    | 1:1                    | 1:1                    | 3:1                    | 2:1                    | 2:2                    | 0:1                    |                        | Bray Wanderers        | 1:1                      | 1:2                      | 3:2                      | 0:1                      | 1:1                      | 2:2                      | 0:1                      | 1:2                      | 1:2                      |                          |

## Relegation
Zunächst spielten der Neunte gegen den Zehnten. Der Sieger blieb erstklassig. Der Verlierer spielte anschließend gegen den Playoff Sieger der First Division.

### Halbfinale
Gespielt wurde am 10. November 2009.
|                 | Ergebnis |                |
| --------------- | -------- | -------------- |
| Drogheda United | 2:0      | Bray Wanderers |

### Finale
Gespielt wurde am 13. und 16. November 2009.
|                 | Gesamt |                | Hinspiel | Rückspiel |
| --------------- | ------ | -------------- | -------- | --------- |
| Sporting Fingal | 4:2    | Bray Wanderers | 2:0      | 2:2       |

Sporting Fingal gewann die Regelation und stieg auf. Bray verblieb wegen des späteren Abstiegs von Cork City doch in der höchsten Spielklasse.